# جون بي أنطون
جون بي أنطون (بالإنجليزية: John P. Anton)‏ هو باحث في تاريخ العصور الكلاسيكية وفيلسوف أمريكي، ولد في 2 نوفمبر 1920، وتوفي في 10 ديسمبر 2014.